# Meždugranka
Mezhdugranka (in russo Междугранка?, Meždugranka) è una località rurale (un selo) nel distretto di Vasilevskij Selsoviet di Belogorskij, Oblast' di Amur, Russia. La popolazione era di 345 abitanti nel 2018.